# Pentanol
Pentanol är åtta olika isomera alkoholer med formeln C5H11OH. Den blandning av pentanoler som kan utvinnas ur finkelolja kallas amylalkohol.

## Isomerer
|  | 1-Pentanol (n-pentanol)              |
|  | 2-Pentanol                           |
|  | 3-Pentanol                           |
|  | 2-Metyl-1-butanol                    |
|  | 3-Metyl-1-butanol (isopentanol)      |
|  | 2-Metyl-2-butanol (tert-pentanol)    |
|  | 3-Methyl-2-butanol                   |
|  | 2,2-Dimetyl-1-propanol (neopentanol) |

## Användning
Amylalkohol har en ganska mångsidig användning inom industrin, bland annat för tillverkning av isovaleriansyra och de så kallade fruktestrarna, d.v.s. estrar med utpräglad fruktliknande arom, främst äppel- och päronester.